# 웨이드 윌리엄스
웨이드 윌리엄스(영어: Wade Williams, 1961년 12월 24일 ~ )는 미국의 배우이다.
러트거스대학교 대학원 연기학 석사과정을 거쳤으며, 방송 7건, 영화 16건, 기타 9건의 지속적인 활동을 이어나가고 있다.

## 출연 작품
- 에린 브로코비치 - 테드 역
- 프리즌 브레이크 - 브래드 벨릭 역